# Mega Millions
Mega Millions (inițial denumită The Big Game Mega Millions ca și succesor al jocului The Big Game) este un joc la loterie american la care participă mai multe state. Prima extragere (The Big Game) Mega Millions a avut loc în 2002.
Potul minim Mega Millions este de $12.000.000, plătibil în 26 de tranșe anuale egale (în caz că plata cash nu este aleasă); de obicei, potul crește atunci când nimeni nu nimerește toate numerele. Totuși, deși nu a existat un câștigător al potului de $12.000.000 de la 18 decembrie 2012, acesta a rămas la aceeași sumă la extragerea din 21 decembrie.
Mega Millions folosește momentan matricea dublă 5/56 (bile albe) plus 1/46 (bila Mega) pentru selectarea numerelor câștigătoare. Fiecare joc costă $1. Dintre toate cele 45 de state participante la extragerea Mega Millions, doar California oferă opțiuneaMegaplier (jocurile costă $2 fiecare), în cadrul căreia toate premiile, mai puțin potul sunt multiplicate de 2, 3, sau 4 ori. Mega Millions își organizează extragerile la 10:59 p.m. Eastern time marțea și vinerea, incluzând de sărbători. Mega Millions este administrată de un consorțiu a celor 12 loterii inițiale, iar extragerile au loc pe canalul WSB-TV din Atlanta, Georgia. sub supravegherea loteriei din Georgia. 
Cel mai mare pot câștigat în cadrul Mega Millions, precum și în istoria jocurilor la loterie americane a fost de $656 milioane (cu opțiune cash de $474 milioane) la 30 martie 2012 și a fost împărțit de 3 jucători din Illinois, Kansas, and Maryland. Toți 3 și-au revendicat partea din câștig până la 18 aprilie, fiecare dintre ei alegând opțiunea cash de $158.000.000.  Cel mai mare pot câștigat de o singură persoană în cadrul Mega Millions a fost de $319 milioane (opțiune anuală), iar extragerea a avut loc la 25 martie 2011.

### Schimbarea de format din 2013
Formatul actual al Mega Millions va avea ultima extragere la 18 octombrie 2013; noua versiune va oferi poturi mai mari(de minimum $15.000.000 cu reporturi de cel puțin $5.000.000), iar la a doua categorie se va câștiga $1.000.000 cu un bilet de $1. Jucătorii vor alege 5 din 75 bile albe și 1 din 15 bile "Gold Ball". Prima extragere cu formatul acutualizat va avea loc la 22 octombrie.
OpțiuneaMegaplier va rămâne disponibilă; va include un multiplicator de 5x.
Categoriile actuale și viitoare(valabile de la 22 octombrie 2013) cu un bilet de $1:
- Match 5+0: $250.000/$1.000.000
- Match 4+MB: $10.000/$5.000
- Match 4+0: $150/$500
- Match 3+MB: $150/$50
- Match 3+0: $7/$5
- Match 2+MB: $10/$5
- Match 1+MB: $3/$2
- Match 0+MB: $2/$1

Șansele de câștig au scăzut la 1 în 258.9 milioane; totuși șansele de câștig a unui premiu vor crește la 1 în 14.71.

### Cum se joacă
Din iunie 2005, un jucător alege sau lasă terminalul loteriei să aleagă pentru el 5 numere din 56 (bile albe) și 1 număr din 46 (Mega Ball). Bila Mega Ball number este extrasă dintr-o altă suflantă, așa că poate fi duplicatul unui număr principal. Fiecare bilet valabil pentru o singură extragere costă $1. Biletele pot fi procurate de la vânzătorii autorizați.

### Opțiuni de plată
În Georgia, New Jersey și Texas jucătorii pot alege în avans cum doresc să primească potul (cash sau tranșe anuale). În Georgia și New Jersey câștigătorii se pot răzgândi, dar nu și în Texas.
Dacă un pot nu este revendicat într-o anumită perioadă de timp, fiecare dintre cele 44 de state participante își va primi înapoi banii cu care a contribuit la pot. Fiecare dintre cele 44 de state au propriile reguli cu privire la poturile nerevendicate; majoritatea lor pun deoparte banii în scopuri educaționale.